# Museu do Carvão

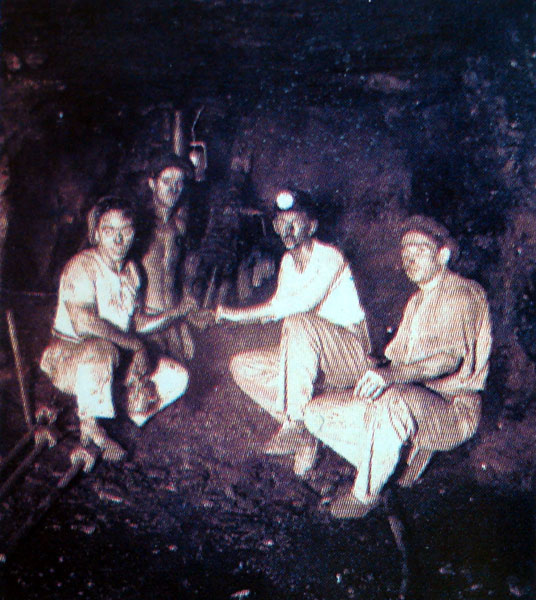
Mineiros em meados do século XX, foto do acervo do Museu Estadual do Carvão

O Museu do Carvão é um museu histórico localizado na cidade de Arroio dos Ratos, no Rio Grande do Sul, Brasil. Localiza-se à rua Professora Silvana Narvaez, 61.
Criado em 31 de março de 1986, funcionou precariamente e logo foi fechado. Em 1994, assumindo a direção Fábio Coutinho, o complexo da antiga usina termoelétrica foi restaurado e adaptado para a função de museu, além de realizar paisagismo e benfeitorias no entorno. A primeira mostra, de longa duração, foi intitulada Ecos do carvão presentes na cultura, com curadoria do diretor. Segundo Clarissa Wetzel de Oliveira, "na gestão de Coutinho o museu tomou efetivamente forma", e "boa parte do legado atual do museu [está] diretamente associado a este momento".
O museu tem o objetivo de preservar a história da exploração do carvão no Estado. O edifício que o abriga é um prédio histórico, onde funcionou a primeira usina termelétrica do país. Seu acervo conta com ferramentas e utensílios de mineração, peças em porcelana para eletricidade e tijolos refratários vindos da Europa, além de fotografias, livros e mapas que registram a história das minas. Também são abertas à visitação as antigas galerias de mineração.
O Museu Estadual do Carvão (MCAR), órgão da Secretaria de Estado da Cultura do Rio Grande do Sul (SEDAC/RS), tem como missão preservar o patrimônio histórico-cultural da mineração do carvão no Rio Grande do Sul, potencializando a interação das comunidades com a sua produção técnica, científica e cultural, além dos testemunhos históricos da instituição, promovendo a transformação do patrimônio em herança cultural, decorrente da apropriação e da noção de pertencimento dos cidadãos e da sociedade. O museu é um espaço reflexivo, de comunicação, preservação e pesquisa, cultural e educativo, de memória e identidade.
A missão aproxima o Museu Estadual do Carvão das comunidades onde está inserida, valorizando a sua relevante participação no desenvolvimento científico/cultural no Rio Grande do Sul, especialmente da Região Carbonífera do Baixo Jacuí, estimulando o debate e ações, apontando – em conjunto com a comunidade – novos horizontes para o desenvolvimento regional, pois o museu deve ser entendido como instituição a serviço da sociedade e com importante papel (função social) na formação da consciência das comunidades. 